# Osmia forticornis
Osmia forticornis is een vliesvleugelig insect uit de familie Megachilidae. De wetenschappelijke naam van de soort is voor het eerst geldig gepubliceerd in 1989 door van der Zanden.